# Épône
Épône település Franciaországban, Yvelines megyében. Lakosainak száma 6778 fő (2022. január 1.). Épône Aubergenville, La Falaise, Gargenville, Goussonville, Jumeauville, Maule, Mézières-sur-Seine és Nézel községekkel határos.

## Népesség
A település népességének változása:
| Lakosok száma | 6462 | 6466 | 6591 | 6503 | 6500 | 6561 | 6625 | 6585 | 6778 |
|               | 2013 | 2015 | 2016 | 2017 | 2018 | 2019 | 2020 | 2021 | 2022 |